# Área de protección de flora y fauna Nahá-Metzabok
El área de protección de flora y fauna Nahá-Metzabok es un área protegida de México formada por dos áreas protegidas declaradas en el estado de Chiapas el 23 de septiembre de 1998, Metzabok (n.º ref. 23) y Nahá (n.º ref. 24). Fueron creadas para la preservación de la flora y la fauna de la región, y cuentan con una extensión territorial de 8617.49|km² con una superficie selvática de 26,01 % la cual forma el 11,39 % de la superficie territorial. Son dos de las 39 áreas de protección de flora y fauna de México (en agosto de 2016).
El conjunto  fue incluido el 2 de junio de 2010 en la Red Mundial de Reservas de la Biosfera de la Unesco, aunque en México es considerada un área de protección de flora y fauna.

## Historia
Las regiones de Nahá-Metzabok cuyo nombre significa "Lugar del Señor Negro" en nahuatl se encuentran en el municipio de Ocosingo el cual data su existencia desde la llegada de los españoles, el nombre fue puesto en honor a las comunidades que habitaban en dicha región. Después de la conquista, Ocosingo se convirtió en un pueblo denominado Tseltal que ue puente para muchos misioneros que llegaban a la zona como fray Pedro de Lorenzo, a quien se le atribuye la herencia arquitectónica de los templos del pueblo.
Nahá-Metzabok se crean en el año de 1940 principalmente como zonas para el  turismo y la espeleología, en estas zonas habitan comunidades indígenas como los "Mal" los cuales son conocidos principalmente como "lacandones del Caribe" ya que los lacandones originales desaparecieron en el año de 1712, los habitantes actuales reciben el nombre de "lacandones del Caribe" debido a que provienen directamente de los mayas ya que llegaron de la península de Yucatán.
Debido a que a principios de 1970 se comenzó la construcción de las carreteras que lograron el acceso a esas zonas, las comunidades indígenas empezaron a experimentar problemas de "penetración externa" debido a que servicios como electricidad y agua llegaron a estas comunidades.
Fue creada con el propósito único de resguardar la flora y fauna de la región que se encuentra en peligro de extinción.

## Ubicación
Nahá-Metzabok se encuentra ubicada en la selva Lacandona, en el este del estado de Chiapas cuenta con una extensión territorial de (8617,49 km²) con una superficie selvática de (26.01%) la cual forma el (11.39%) de la superficie territorial de la región es reconocida debido a su condición de humedad la cual permite el desarrollo de ecosistemas exóticos gracias a una temperatura promedio anual de 24 °C.

### Metzabok
Es la zona más pequeña de las dos tiene una extensión de 3368.35 ha, se encuentra a 840 m s. n. m., fue decretada como área de protección de flora y fauna el 23 de septiembre de 1998 principalmente creada para resguardo de flora y fauna de la región de Ocosingo, se encuentra delimitada por el río Lacanja del cual proviene la principal actividad de sus habitantes la cual es la pesca , es reconocida debido a la cantidad de cuevas y pinturas rupestres que hay en la región, esta zona es de principal captación pluvial debido a que en ella se encuentran cuerpos lacustres los cuales alimentan el sistema fluvial Grijalva-Usumacinta.

### Nahá
Tiene una extensión territorial de 3841.47 ha, se encuentra a una elevación de 700 m s. n. m., tiene una población de 210 personas por lo que en la zona se encuentran 57 hogares. Fue decretada área de protección de flora y fauna el 23 de septiembre de 1998, en ella se encuentran cuerpos lacustres los cuales alimentan el sistema fluvial Grijalva-Usumacinta.

## Flora y fauna
De acuerdo al Sistema Nacional de Información sobre Biodiversidad de la Comisión Nacional para el Conocimiento y Uso de la Biodiversidad (CONABIO) en el Área de Protección de Flora y Fauna Metzabok habitan más de 490 especies de plantas y animales de las cuales 57 se encuentra dentro de alguna categoría de riesgo de la Norma Oficial Mexicana NOM-059  y 8 son exóticas. Y el Área de Protección de Flora y Fauna Nahá está habitado por más de 1450 especies de plantas y animales de las cuales 137 se encuentran dentro de alguna categoría de riesgo de la Norma Oficial Mexicana NOM-059 y 37 son exóticas,
Fueron creadas principalmente para evitar la sobreexplotación de recursos naturales. En estas zonas dentro de la flora proliferan bosques húmedos tropicales, selva alta perennifolia, selva alta subperonnifolia y bosque montañosos mesófilo, aproximadamente hay 779 tipos de plantas en la región de las cuales pertenecen 452 géneros pertenecen a 116 las cuales se encuentran en peligro de extinción la mayor parte de ellas.
En la fauna se encuentra la protección a animales como el jaguar el cual se estima que se pueden encontrar cerca de 119 jaguares por cada 100 km² el cual es el principal animal en peligro de extinción de la zona, su fauna es rica en animales exóticos como: pantera negra, jaguar, tortuga blanca, serpiente ocotera, ardilla voladora, mapache, jabalí, tunantea verde, sapo nango, gavilán nevado entre otras, de las cuales existen especies que están en peligro de extinción.

## Turismo
Se ha destinado una parte de la región para el ecoturismo el cual cuenta con un hotel y lugares para acampar con visitadas guiadas por los lugareños de la región, o incluso paseos en lancha en la laguna de Ho Nahá así como las visitas a las distintas cuevas incluyendo la cueva de "Tzibana" la más importante de la región debido a sus pinturas rupestres así como las visitas a las zonas arqueológicas como la de "Tonina"  la más importante de Nahá-Metzabok.